# Notsodipus blackall
Notsodipus blackall is een spinnensoort uit de familie Lamponidae. De soort komt voor in Queensland.